# Mugron
Mugron je naselje in občina v jugozahodnem francoskem departmaju Landes regije Nove Akvitanije. Leta 2009 je naselje imelo 1.399 prebivalcev.

## Geografija
Kraj leži v pokrajini Gaskonji 28 km severovzhodno od Daxa.

## Uprava
Mugron je sedež istoimenskega kantona, v katerega so poleg njegove vključene še občine Baigts, Bergouey, Caupenne, Doazit, Hauriet, Lahosse, Larbey, Laurède, Maylis, Nerbis, Saint-Aubin in Toulouzette s 5.689 prebivalci (v letu 2009).
Kanton Mugron je sestavni del okrožja Dax.

## Zanimivosti
- cerkev sv. Lovrenca,
- pokokopališka cerkev,
- Château de Boucosse,
- Mugron je član Zveze francoskih bikoborskih mest.

## Pobratena mesta
- Cintruénigo (Navarra, Španija);